# 阿姆斯特朗酸
阿姆斯特朗酸（學名：1,5-萘二磺酸（Naphthalene-1,5-disulfonic acid））是化學式為 C10H6(SO3H)2 的有機化合物。阿姆斯特朗酸是萘二磺酸的數種同分異構物之一。無色固體，一般為四水合物。它和其他磺酸一樣都是強酸。它是以英國化學家亨利·愛德華·阿姆斯特朗之姓氏來命名。

## 製備
阿姆斯特朗酸可藉由萘的雙磺化（與發煙硫酸反應）來製備：
C10H8 + 2 SO3 → C10H6(SO3H)2
上反應式可進一步磺化，生成三磺酸衍生物（1,3,5-trisulfonic acid）。

## 反應
阿姆斯特朗酸可與氫氧化鈉融合生成二鈉鹽1,5-二羥基萘，並可進一步酸化生成二醇。這個水解反應的中間產物1-羥基萘-5-磺酸（1-hydroxynaphthalene-5-sulfonic acid）也十分有用。阿姆斯特朗酸亦可硝化生成氨基衍生物的前體：硝化雙磺酸。
二鈉鹽有時可作為形成鹼性藥物鹽的二價抗衡離子，並作為替代甲磺酸酯或對甲苯磺醯基的相關鹽類。二鈉鹽也可以用作在某些種類的色譜法的電解質。